# Parque Comandante Jacques Cousteau
O Parque Jacques Cousteau ou Parque do Laguinho, localiza-se na margem direita da Represa Guarapiranga, a área apresenta grande importância para a região de manancial, pois a presença de áreas verdes em bacias hidrográficas geralmente resulta em um nível mais elevado de qualidade da água por simplesmente não poluir ou pela regulação da erosão do solo que proporcionam, diminuindo a carga de sedimentos e posterior assoreamento.

## Origem do parque
Criado em 1937, o Viveiro Operacional de Interlagos, atualmente denominado Parque Jacques Cousteau (que é carinhosamente chamado pela população de Laguinho), surgiu da ideia do Engenheiro britânico Louis Romero Sanson, responsável pelo projeto da “Cidade Satélite de Interlagos” - o projeto veio acompanhado da proposta de se construir uma área verde dotada de infraestrutura, visando o equilíbrio ambiental do espaço urbano.
Com uma área de quase 80 mil m², localizado entre as Ruas Catanumi, Norman Prochet, Maestro Eduardo de Guarnieri, Raul Tabajara e Avenida Louis Romero Sanson, o local é um remanescente de Mata Atlântica, com nascentes e uma rica biodiversidade. Durante muitos anos o local foi utilizado unicamente como viveiro de mudas ornamentais e frutíferas pela atual Subprefeitura Capela do Socorro.
O lago ocupa cerca de três quartos da área total do Parque e abriga jacarés e espécies nativas de peixes como lambari, cascudo e guarú. Em quadras e canteiros especialmente construídos, foram cultivadas plantas ornamentais anuais e perenes de forração e arbustivas, tais como: iris, onze-horas, lírio, gladíolo, papoula, bico-de-papagaio, entre outras, num total de quarenta espécies, com média mensal de produção de 7 700 mudas até o ano de 1998. Várias árvores frutíferas também foram espalhadas pelo local.
Cerca de 50 espécies de fauna vivem no parque, sendo 48 de aves. No bosque, observam-se papagaios, periquitos, tiribas, juriti-gemedeira, beija-flor-de-peito-azul, alma-de-gato, sabiás, risadinha, bem-te-vizinho-de-penacho-vermelho, peitica, pitiguari, sanhaçus, saí-canário, saíra-viúva e fi-fi-verdadeiro, além do esquilo caxinguelê. No lago, biguá, biguatinga, frangos-d’água (comum e o azul), garças e socós, ananaí, irerê e martim-pescador coabitam com um reptiliano furtivo, o jacaré-de-papo-amarelo, espécie endêmica de Mata Atlântica. Também se enquadra nessa categoria a tiriba-de-testa-vermelha, o periquito-rico e o arredio-pálido. Peitica e suiriri figuram as espécies migratórias.
O interior do parque não se encontra aberto à visitação pública.

## Medidas Judiciais

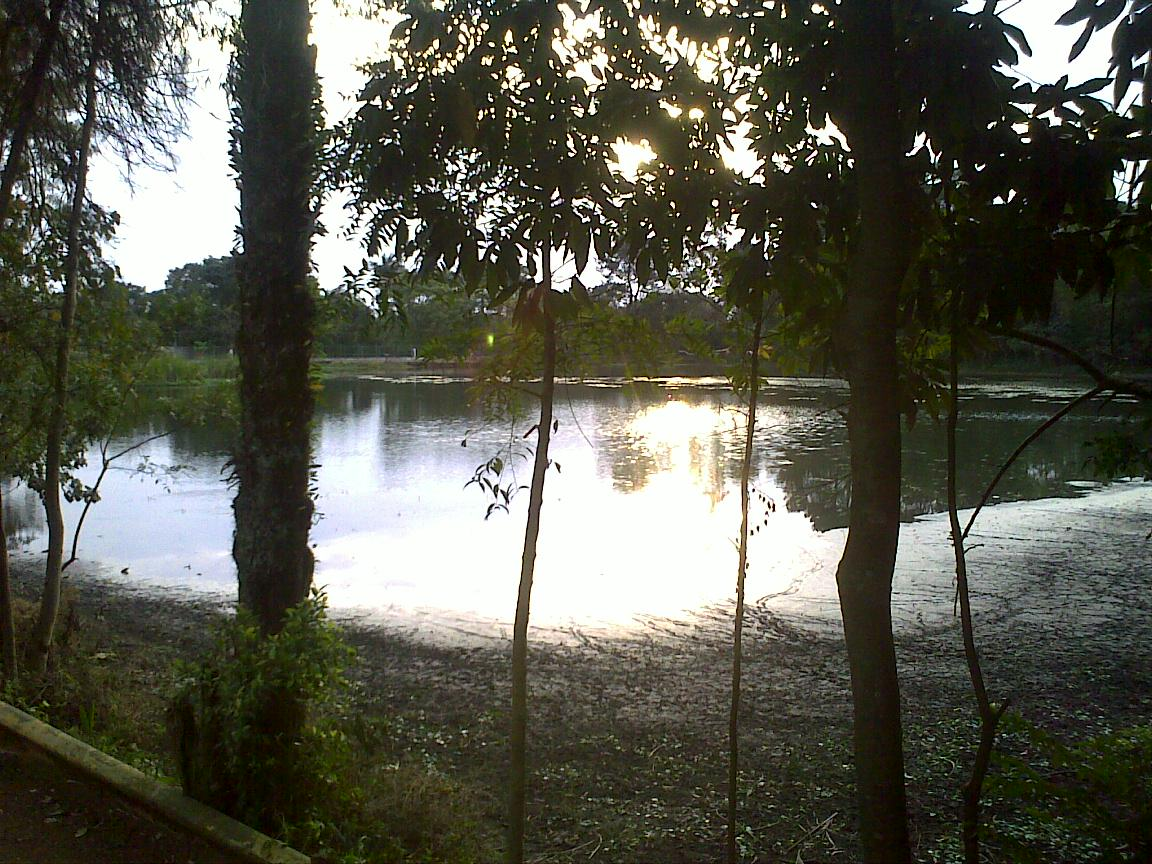
Vista do lago ao pôr-do-sol.

Através da Lei 12.662, 19 de maio de 1998, de autoria do Vereador Antônio Goulart, o Viveiro Operacional de Interlagos passa a se chamar Comandante Jacques Cousteau. Além da nova denominação do Viveiro, no ano seguinte, a Lei 12.784, de 06 de janeiro de 1999, também de autoria do Vereador Goulart, dispõe sobre o acesso livre do público às dependências dos viveiros da Prefeitura do Município de São Paulo. Contudo, a mesma Lei, em seu parágrafo segundo, dispõe que a visitação pública não seja aplicada aos viveiros municipais localizados em zona de uso estritamente residencial - Z1, como é o caso do Laguinho.
Em 2007, através do decreto 48.758 de 26 de setembro, a Prefeitura transformou a área em Parque Municipal - em tese, tal ato possibilitaria que o parque fosse aberto ao público a qualquer momento, dando acesso a toda a sua área e oferecendo à população um contato mais próximo com a sua beleza natural, aves e vegetação de diversas espécies nativas, nascentes e o lago, tão apreciado pelos que frequentam o local.
Contrária a esta determinação, a SBI - Associação Benfeitores de Interlagos, fundada em 10 de janeiro de 1963 - entrou com recurso contra o projeto de parque cuja implantação já havia sido iniciada, alegando impactos ambientais. O recurso foi deferido em 21 de julho de 2010 pelo promotor de justiça Ricardo Manuel Castro, em nome da desembargadora Zélia Maria Antunes Alves. Como efeito de tal medida, o Parque permanece de portas fechadas aguardando um novo projeto por parte da Secretaria Municipal do Verde e do Meio Ambiente que cumpra todos os requisitos ambientais e assim possa ser implantado e aberto ao público.
No entanto, vale apontar que os fatos ora apresentados pela reclamante no documento de liminar mostram características específicas desta área completamente distintos de outros parques da cidade de São Paulo, exemplos de áreas de preservação ambiental protegidos contra a exploração, contudo sem deixar de oferecer amplo acesso ao público como:
- Parque Burle Marx, localizado junto à Marginal do rio Pinheiros: no momento da implantação do Parque, a Prefeitura do Município de São Paulo optou por estabelecer o seu gerenciamento de forma pioneira, por meio da iniciativa privada. Para tal, foi firmado um convênio com a Fundação Aron Birmann que se comprometeu a administrar e gerenciar o Parque Burle Marx, sem ônus para o Município, mantendo-se todas as prerrogativas de Parque Público,[10] e harmonizando ambos os lados do binômio "preservação = acesso".
- Parque Severo Gomes, localizado à Rua Pires de Oliveira, 356 – Granja Julieta: a área do parque é remanescente do loteamento de duas chácaras, Vila Elvira e Granja Julieta. Apresenta vegetação composta por áreas ajardinadas, bosques e vegetação ribeirinha ao longo do Córrego do Judas. Destacam-se alfeneiro, amoreira, angico, espatódea, eucalipto, ingá-banana, grevílea-gigante, paineira, pessegueiro-do-mato, pinheiro-australiano, suinã e tarumã. Foram registradas 58 espécies. O parque oferece regularmente trilhas monitoradas, atividades de educação ambiental e físicas.[11]